# Stazione di Montecastelli Ponte Tevere
La stazione di Montecastelli Ponte Tevere è una fermata ferroviaria posta lungo la linea Centrale Umbra; serve il centro abitato di Montecastelli, frazione del comune di Umbertide.